# Мельниківка
Мельникі́вка — село в Україні, у Черкаському районі Черкаської області, у складі Ротмістрівської сільської громади. У селі мешкає 728 людей.
У селі народилися олімпійський чемпіон яхтсмен Віталій Дирдира (1938) та лауреат Шевченківської премії поет Микола Воробйов (1941).

## Населення

### Мова
Розподіл населення за рідною мовою за даними перепису 2001 року:
| Мова       | Кількість | Відсоток |
| ---------- | --------- | -------- |
| українська | 720       | 98.90%   |
| російська  | 7         | 0.96%    |
| білоруська | 1         | 0.14%    |
| Усього     | 728       | 100%     |

## Галерея

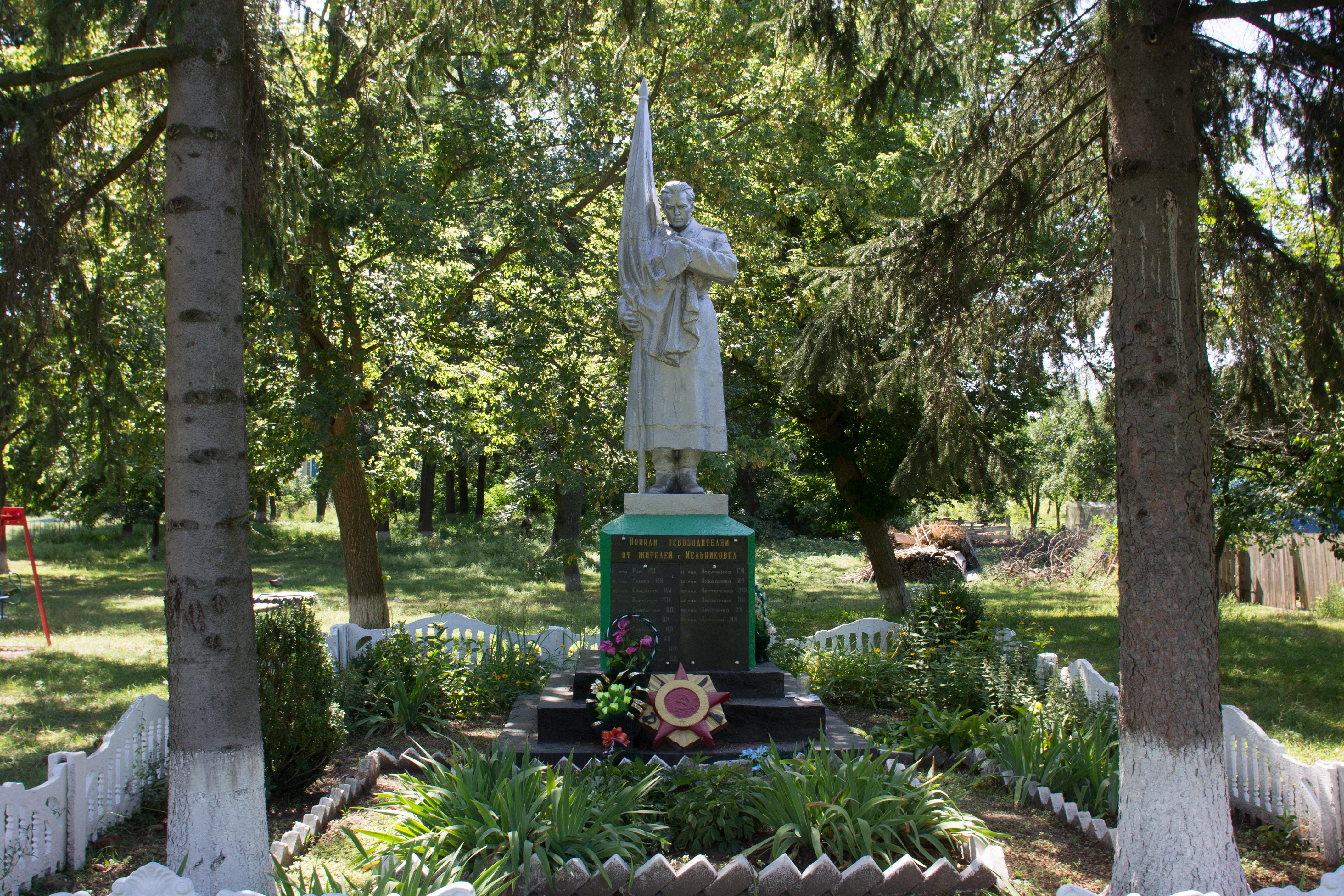
Братська могила радянських воїнів